# Tassadane Haddada
Tassadane Haddada  ou Tassadane Hadada (en arabe : تسدان حدادة) anciennement Arb El Oued est une commune de la wilaya de Mila en Algérie.

## Géographie

### Localisation
La commune de Tassadane Haddada est localisée dans l'extrême Nord-Ouest de la wilaya de Mila, délimitée par la wilaya de Jijel au Nord et par la wilaya de Sétif à l'Ouest. Relativement enclavée et située en zone montagneuse entre les villes de Ferdjioua et Jijel, la commune s'étend sur 103,8 km2 et est traversée par la route nationale RN77A. Elle regroupe une petite trentaine de metchas habitées par environ 18 000 personnes en 2002. Le point culminant de la commune est le sommet de Tamezguida à 1 600 m d'altitude. Tassadane est traversé par l'oued-el-Kebir.
| Erraguène (Jijel) | Boudriaa Ben Yadjis (Jijel) | Djimla (Jijel), Minar Zarza |
| Ain Sebt (Sétif)  | Tassadane Haddada           | Rouached                    |
| Maaouiya (Sétif)  | Elayadi Barbes              | Ferdjioua                   |

### Localités de la commune
À sa création en 1984, la commune de Tassadane Hadada est composée outre son chef-lieu, des localités suivantes :

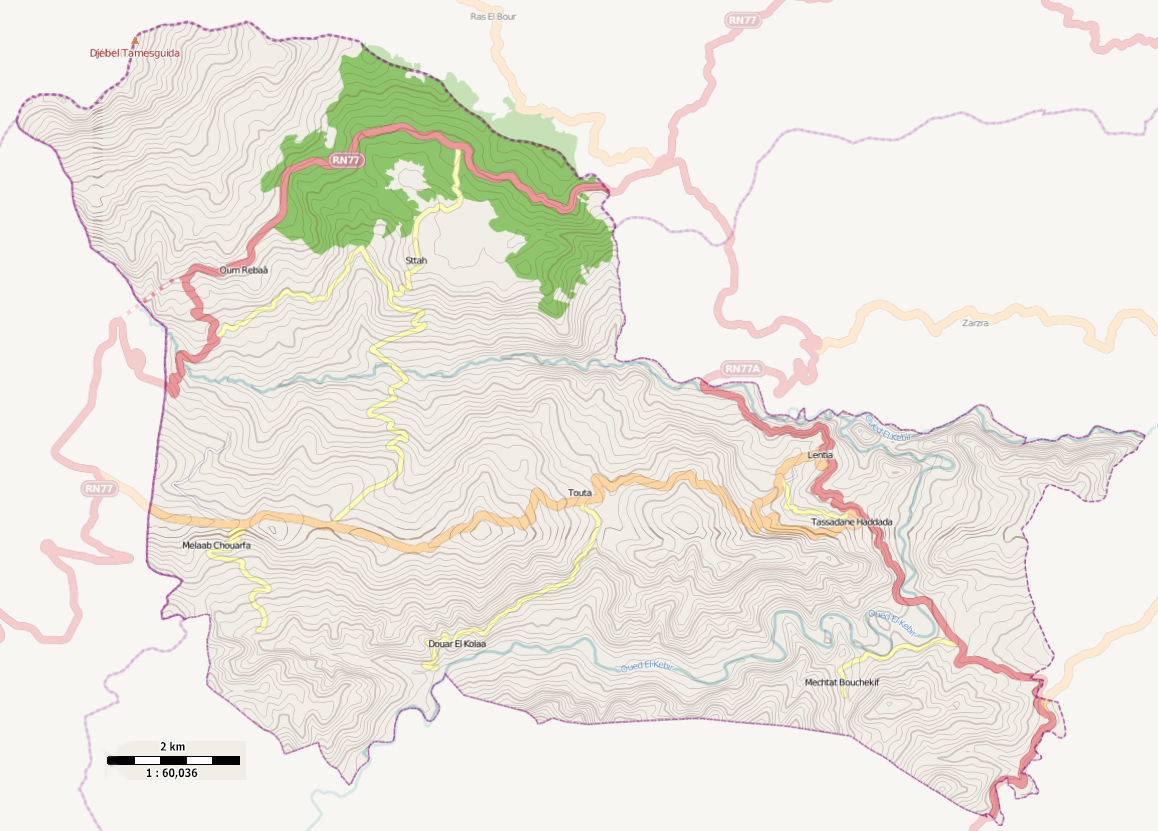
Carte de la commune de Tassadane Haddada

- Akdayane
- Armane
- Aïn Lemredj
- Bouchekouf
- Boureghoud
- Bousselma
- Chekakta
- Chetafet
- Chouarfa
- D'har El Oued
- El Kolla
- El Kram
- Fetaha
- Kliaa
- Lentia
- Mirhoum
- Oum Rebaa
- Ouled Ben Abdelkader
- Selaïdj
- Semlala
- Setah
- Sinat
- Tafirst
- Tiachache
- Touta

## Histoire
À l'arrivée des Français le douar de Tassadane était appelé Arb El Oued. À la constitution de la commune mixte de Fedj M'Zala en 1880, Tassadane s'étend sur 5 168 hectares. L'activité repose alors sur l'agriculture (céréales, olives, fruits) ainsi que la fabrication de savons mous à base d'huile,.
La commune de Lantia qui correspond à l'actuel territoire de Tassadane Haddada est créée en 1956 avant d'être dissoute en 1963 pour être rattachée à celle de Ferdjioua. La commune sera recréée en 1984 en même temps que la wilaya de Mila.

## Démographie
Tassadane Haddada a vu sa population fortement diminuer dans les années 1990 (passant de 24 000 à 18 000 habitants) du fait de l'exode rural lié aux conditions de vie et surtout aux conséquences de la Guerre civile algérienne avec l'activité du Mouvement islamique armé dans la région. Selon le recensement général de la population et de l'habitat de 2008, la population de la commune de Tassadane Haddada est évaluée à 17 378 habitants contre 18 961 en 1987 :
| 1884  | 1892  | 1897  | 1902  | 1928  | 1987   | 1998   | 2008   |
| ----- | ----- | ----- | ----- | ----- | ------ | ------ | ------ |
| 1 869 | 3 949 | 3 613 | 3 834 | 4 173 | 18 961 | 17 623 | 17 378 |

## Administration
| Période | Période | Identité             | Étiquette | Qualité |
| ------- | ------- | -------------------- | --------- | ------- |
| 2002    | 2007    | Rabah Bouladjoul     |           |         |
| 2012    | 2017    | Abdelkader Boukhalfa |           |         |
| 2017    | 2021    | Yassine Boukrika     |           |         |
| 2021    | 2026    | Medaoud Mensaf       |           |         |

## Économie
Les activités principales de Tassadane sont liées au secteur primaire avec la culture maraîchère et l'élevage, principalement ovin et bovin. Du fait de sa situation géographique et de l'éparpillement des différents foyers de population, la commune présente d'importants problème d'alimentation en eau et en gaz ainsi qu'un réseau routier globalement en très mauvais état.

## Services publics
Tassadane dispose de douze écoles primaires, d'un collège-lycée d'environ 500 élèves, situé à deux kilomètres du centre-ville et d'un dispensaire restructuré en polyclinique.